# Anna Fehér
Anna Fehér (Budapest, Hungría, 24 de septiembre de 1921-ibidem, 30 de diciembre de 1999) es una gimnasta artística húngara, sucampeona olímpica en 1948 en el concurso por equipos.

## Carrera deportiva
En las Olimpiadas de Londres 1948 gana la plata en el concurso por equipos, tras las checoslovacas y por delante de las estadounidenses, siendo sus compañeras de equipo: Edit Weckinger, Mária Zalai-Kövi, Irén Karcsics, Erzsébet Gulyás-Köteles, Erzsébet Balázs, Erzsébet Balázs y Margit Nagy-Sándor.